# Oostenrijkse wesp

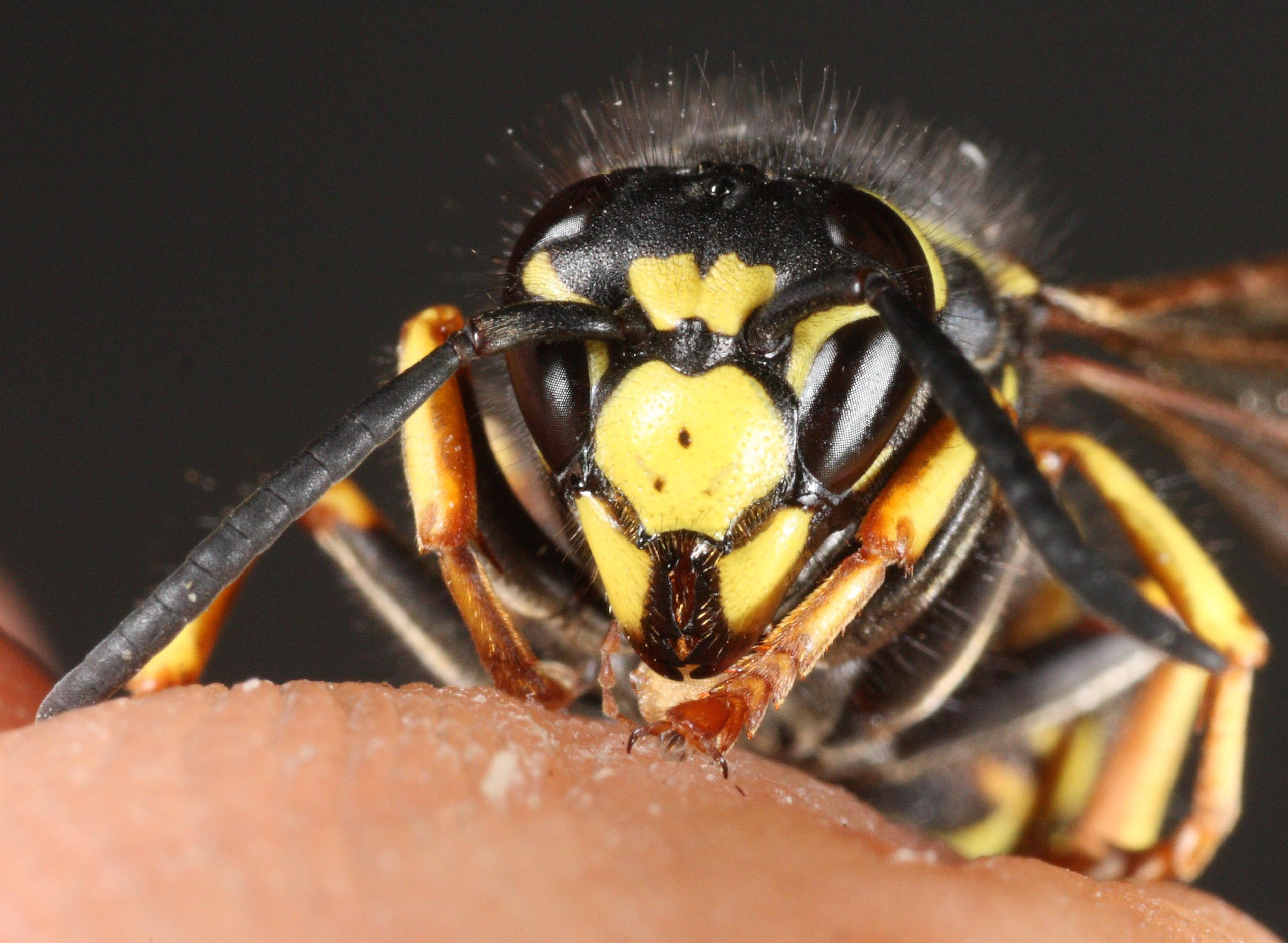

De oostenrijkse wesp (Vespula austriaca) is een vliesvleugelig insect uit de familie van de plooivleugelwespen (Vespidae). De wetenschappelijke naam van de soort werd gepubliceerd in 1799 door Panzer. Het is een obligate parasiet, die parasiteert in het nest van andere wespen van het geslacht Vespula .